# B1 (телеканал)
«РББ Берлин» («RBB Berlin») — берлинская 3-я телепрограмма в 1992-2004 гг. С 1 октября 1992 до 29 февраля 2004 года вещание по ней самостоятельно велось Радиостанцией Свободного Берлина под названиями «Б1» и «СФБ 1» с 1 октября 1992 года (заменив на частотах телеканал «Норд 3», который станция вещала совместно с Северно-Германским радио и Радио Бремена) по 1 мая 2003 года, с 1 мая 2003 по 29 февраля 2004 года Радио Берлина и Бранденбурга.

## Передачи
Включала в себя общий с 1-й телепрограммой вечерний выпуск общегосударственных новостей «Тагесшау», выпуски региональных новостей, региональные тележурналы, художественно-публицистические передачи и повторы передач и фильмов 1-й программы.

## Хронология названий канала
| Дата                            | Название   |
| ------------------------------- | ---------- |
| 1 октября 1992 — 2 декабря 2001 | B1         |
| 3 декабря 2001 — 30 апреля 2003 | SFB1       |
| 1 мая 2003 — 29 февраля 2004    | RBB Berlin |